# Kanton Dieppe-Est
Kanton Dieppe-Est (fr. Canton de Dieppe-Est) je francouzský kanton v departementu Seine-Maritime v regionu Horní Normandie. Skládá se z části města Dieppe a dalších sedmi obcí.

## Obce kantonu
- Ancourt
- Belleville-sur-Mer
- Berneval-le-Grand
- Bracquemont
- Derchigny
- Dieppe (část)
- Grèges
- Martin-Église